# くまのプーさん/冬の贈りもの
『くまのプーさん/冬の贈りもの』（くまのプーさん/ふゆのおくりもの、原題：Winnie the Pooh: Seasons of Giving）は、1999年11月9日に発売されたアメリカのディズニー・テレビジョン・アニメーションが製作したアニメーション映画（オリジナルビデオ）。プーさんと仲間たちによる冬を主題にした3つのエピソードで構成されている。
日本では2004年11月5日にブエナ・ビスタ・ホーム・エンターテイメントから日本語吹き替え版のVHS（規格品番：VWSJ-4944）とDVD（規格品番：VWDS-4944/レンタル：VWDG-4944）が発売されている。2009年11月18日に『くまのプーさん/冬の贈りもの 10周年記念版』（規格品番：VWDS-5510）のタイトルでウォルト・ディズニー・スタジオ・ジャパンから発売された。パッケージ裏のキャッチコピーは「大好きな人といっしょにお祝いしようよ。」。

## キャスト
| 役名                   | 英語版声優                                                    | 日本語吹替                         |
| ---------------------- | ------------------------------------------------------------- | ---------------------------------- |
| プー                   | ジム・カミングス                                              | 八代駿 台詞：亀山助清 歌：竹本敏彰 |
| ピグレット             | スティーヴ・シャッツバーグ ジョン・フィードラー（一部シーン） | 小宮山清 小形満                    |
| ティガー               | ジム・カミングス ポール・ウィンチェル（一部シーン）           | 玄田哲章                           |
| ラビット               | ケン・サンソム                                                | 龍田直樹                           |
| イーヨー               | グレッグ・バーガー ピーター・カレン（一部シーン）             | 石田太郎                           |
| オウル                 | アンドレ・ストイカ                                            | 台詞：上田敏也 歌：福沢良一        |
| ゴーファー             | マイケル・ガフ                                                | 辻村真人                           |
| ケシー                 | ローラ・ムーニー                                              | 岡村明美                           |
| カンガ                 | トレス・マクニール                                            | 片岡富枝                           |
| ルー                   | ニキータ・ホプキンス                                          | 杉本征哉                           |
| クリストファー・ロビン | ブレイディ・ブルーム                                          | 上村祐翔                           |
| ナレーター             | ローリー・マイン                                              | 青森伸                             |

## 映像特典（ボーナス・コンテンツ）
ボーナス・エピソード（10周年記念版のみ）
- 新くまのプーさん “魔法の耳あて”
- 新くまのプーさん “プーさんのきらきら星”

ゲーム・タイム
- ツリーを飾りつけよう
- ピグレットのぬり絵ゲーム

## スタッフ
- 監督：監督 = ハリー・アレンズ、ジュン・ファルカンシュタイン（英語版）、カール・グアーズ
- 脚本：バーバラ・スレイド（英語版）
- 製作：ハリー・アレンズ、バーバラ・フェロー、カール・グアーズ、ケン・ツムラ
- 音楽：スティーブ・ネルソン、トム・シャープ